# Dekanat Modliborzyce
Dekanat Modliborzyce – jeden z 25 dekanatów w rzymskokatolickiej diecezji sandomierskiej.

## Parafie
W skład dekanatu wchodzi 12 parafii:
- Parafia Najświętszego Serca Pana Jezusa w Aleksandrówce – Aleksandrówka
- parafia św. Stanisława – Batorz Pierwszy
- parafia Zesłania Ducha Świętego – Błażek
- parafia Miłosierdzia Bożego – Brzeziny
- Parafia św. Maksymiliana Kolbe w Hucie Józefów – Huta Józefów
- parafia św. Stanisława – Modliborzyce
- parafia Narodzenia NMP – Otrocz
- parafia MB Wspomożenia Wiernych – Piłatka
- parafia Wniebowzięcia NMP – Potok-Stany
- parafia św. Mikołaja – Potok Wielki
- parafia MB Nieustającej Pomocy – Wierzchowiska Drugie
- parafia Wniebowzięcia NMP – Zdziłowice Czwarte

## Sąsiednie dekanaty
Bychawa (archidiec. lubelska), Janów Lubelski, Stalowa Wola – Północ, Turobin (archidiec. lubelska), Ulanów, Zaklików, Zakrzówek (archidiec. lubelska)